# Кошмалів
Кошма́лів —  село в Україні,  у Бахмацькій міській громаді Ніжинського району Чернігівської області

## Історія
Засноване 1892 як хутір господарями Федором та Никифором Кошмалями, який мали семеро синів і для всіх зведено окремі господарства з садибами. На межі XX століття тут же оселився господар Опанас Копа, який звів для своїх синів три двори.
Практично всі мешканці хутора носили прізвище Кошмал, звідки й пішла назва села. 
З 1917 — у складі УНР. Тоді тут було 12 дворів. В 1932 році село постраждало від Голодомору. У 1941 — 1943 перебувало під німецькою адміністрацією.
1958 — 27 дворів. З початку 1990-тих на межі зникнення.
12 червня 2020 року, відповідно до розпорядження Кабінету Міністрів України № 730-р «Про визначення адміністративних центрів та затвердження територій територіальних громад Чернігівської області», увійшло до складу Бахмацької міської громади.
19 липня 2020 року, в результаті адміністративно-територіальної реформи та ліквідації Бахмацького району, село увійшло до складу Ніжинського району Чернігівської області.